# Unterberg Hugó
Unterberg Hugó (Budapest–Óbuda, 1877. július 3. – 1947 után) urológus, egyetemi magántanár. Testvére Unterberg Jenő (1876–1956) orvos volt.

## Élete
Unterberg Adolf (1846–1919) fővárosi orvos és Weil Eugénia (1852–1944) fiaként született zsidó családban. Középiskolai tanulmányait 1886 és 1894 között a Budapesti II. kerületi Királyi Egyetemi Katolikus Főgimnáziumban végezte. 1894-től 1899-ig a Budapesti Tudományegyetem Orvostudományi Karának hallgatója volt; 1899-ben avatták orvosdoktorrá. Pályáját a II. sz. Sebészeti Műtőintézetben mint műtőnövendék kezdte. Ezt követően a Szent Rókus Kórház alorvosa, majd a II. sz. Sebészeti Klinika Urológiai Osztályának vezető főorvosa lett. Az első világháború idején katonai szolgálatot teljesített és több kitüntetésben részesült. 1916-ban a húgy- és férfi ivarszervi bántalmak kór- és gyógytana című tárgykörből magántanárrá habilitálták. 1928-tól a budapesti Charité Poliklinika osztályvezető főorvosa, 1934-től igazgató-főorvosa. Az Urológia Szakcsoport 1945. május 28-án tartott alakuló közgyűlésén elnökké választotta. 1947-ben Párizsba költözött.
Az Orvostudományi Szemle szerkesztője.

### Családja
1911. június 27-én Budapesten, az Erzsébetvárosban házasságot kötött Rus Erzsébettel, akitől 1933-ban elvált. 1933. augusztus 12-én ismét megnősült. Második felesége Fehér Róza orvos volt, Fehér Dávid és Lőwi Berta lánya.

## Művei
- A prostata-túltengés műtéti kezelése. (Gyógyászat, 1905, 1–2.)
- A klinikum betegforgalma 1901. évben. (Orvosi Hetilap, 1903, 29.)
- A hugycső szűkületek kezeléséről. (Budapest, 1906)
- A cystoskop szerepe a hólyaggümő kórismézésében. (Budapesti Orvosi Újság, 1907, 1.)
- Praktischer Wert der functionellen Nieren-Untersuchungen (Zeitschrift für Urologie, 1908)
- Újabb adatok a vesék működésének összehasonlítására (Budapesti Orvosi Újság, 1909)
- Urethritis non gonorrhoica. (Gyógyászat, 1909, 38.)
- Reglementáció és abolició. (Munkásügyi Szemle, 1910, 16.)
- Az ureterkatheterezés gyógyító értéke egyoldali mechanikai elzáródás miatt fellépett anuria esetében. (Budapesti Orvosi Újság, 1910, 42.)
- Mindkét oldalon tökéletesen kettőzött ureter esete. (Budapesti Orvosi Újság, 1911, 44.)
- A fehérje és geny összefüggése a vizeletben. (Orvosi Hetilap, 1912, 2.)
- A rebellis fájdalmas cystitisek műtéti gyógyítása hólyagcurettage-zsal és időleges hólyagsipolylyal. (Orvosi Hetilap, 1912, 49.)
- Die operative Heilung der rebellischen Cystitichen (Beiträge zur Klinischen Chirurgie, 1913)
- A normális prostata baktériumflórája. (Budapesti Orvosi Újság, 1913, 4.)
- A vesék viselkedése ureterocystoneostomia után. (Budapesti Orvosi Újság, 1913, 42.)
- Adatok a gonococcus biológiájához (Orvosi Hetilap, 1915)
- A hólyagtuberculosis gyógyítása jódgőzökkel. (Orvosi Hetilap, 1915, 46.)
- Adatok a gonococcus biológiájához. (Orvosi Hetilap, 1915, 47.)
- A fülmirigytúltengések (Magyar Orvos, 1923)
- A vesetuberkulosis. (Gyógyászat, 1926, 43.)